# Ważka płaskobrzucha
Ważka płaskobrzucha, ważka płaska (Libellula depressa) – gatunek owada z rzędu ważek należący do podrzędu ważek różnoskrzydłych i rodziny ważkowatych (Libellulidae). Występuje od Europy po Azję Środkową. Jest blisko spokrewniona z ważką żółtą (rudą).
Są bardzo sprawnymi i szybkimi lotnikami. Potrafią w ciągu sekundy przelecieć ponad 10 metrów. Ubarwienie ciała samców niebieskie, a samic złoto-żółte, z wiekiem brązowiejące. Ciało krępe i spłaszczone. Długość ciała 48 mm, rozpiętość skrzydeł 80 mm. Larwy znoszą krótkotrwałe susze, zakopując się w wilgotnych warstwach dna lub w zalegających je warstwach liści. W Polsce imagines latają od maja do połowy lipca.
W literaturze polskiej XVIII i XIX wieku nazywana była ważką spłaszczoną.
Pokrewieństwo ważki płaskobrzuchej i ważki żółtej z pozostałymi gatunkami z rodzaju Libellula jest niejasne. Proponowane jest przeniesienie obydwu gatunków do rodzaju Ladona, ale wymagane są dokładniejsze badania.

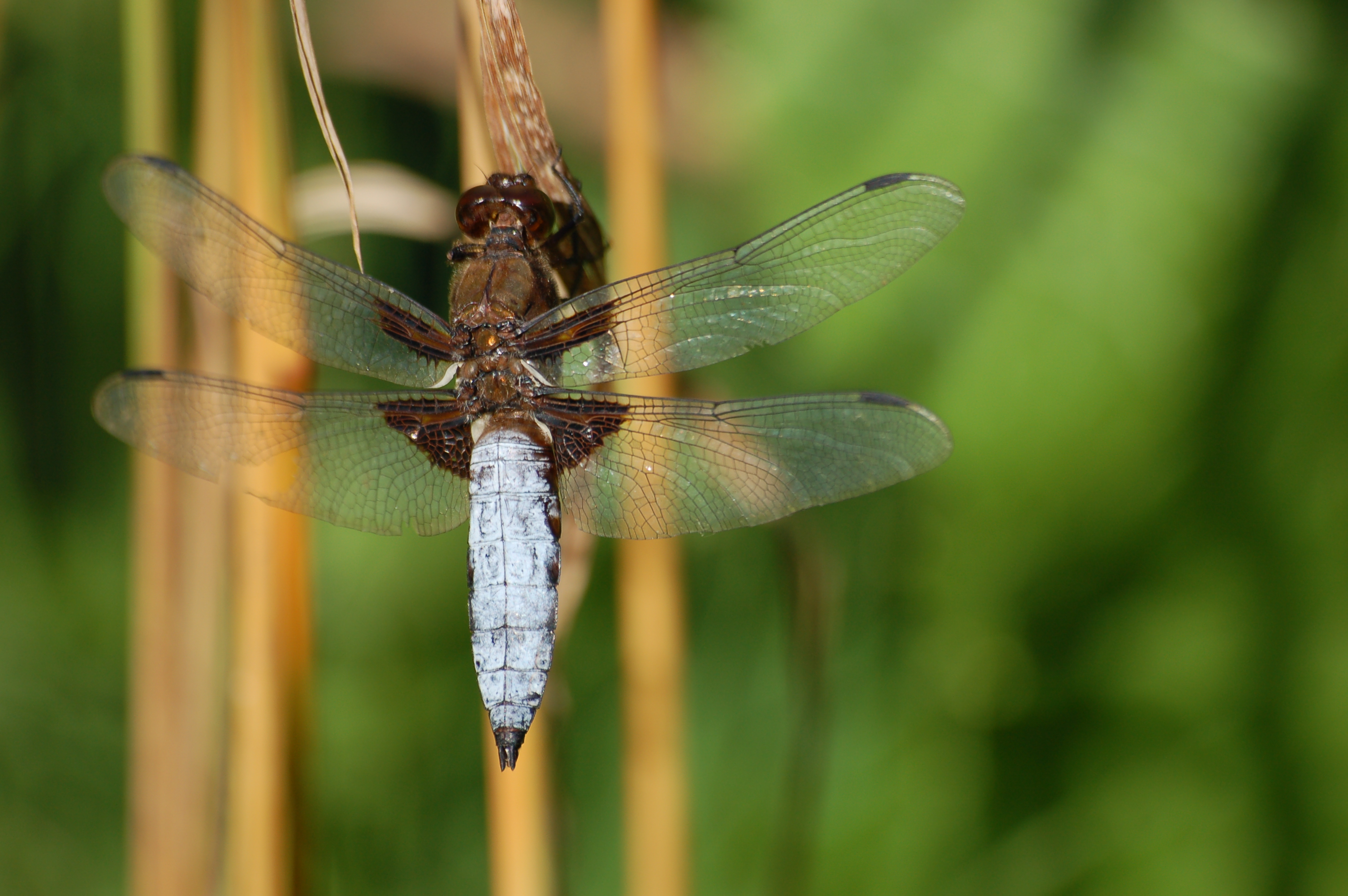
Samiec
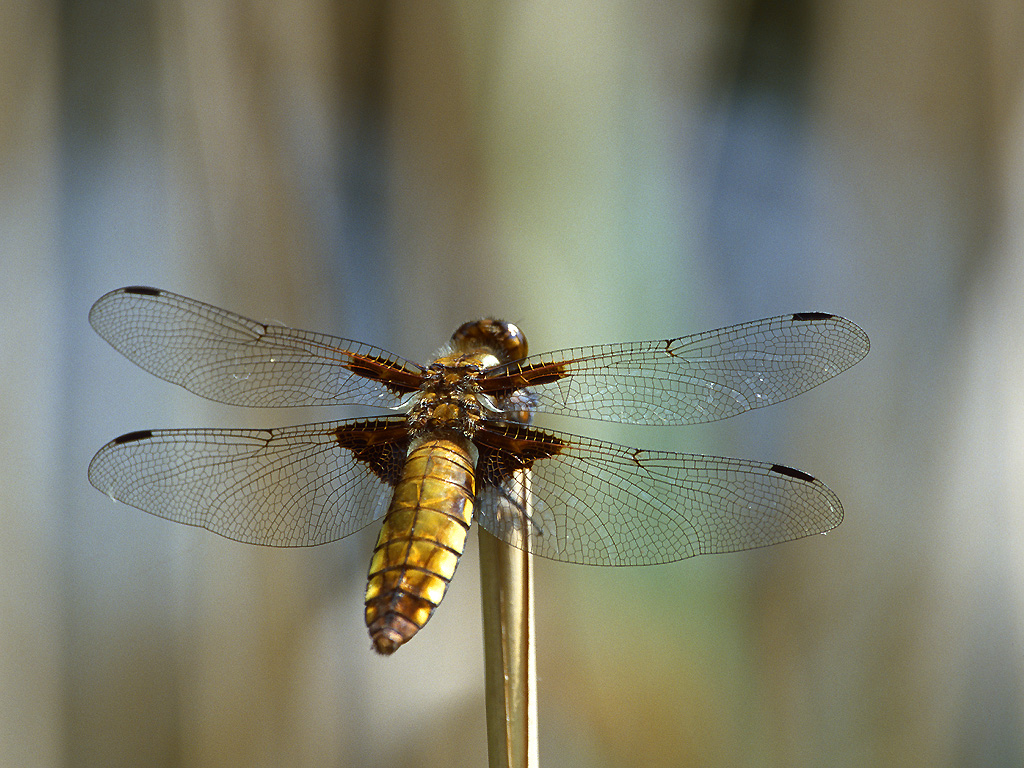
Samica
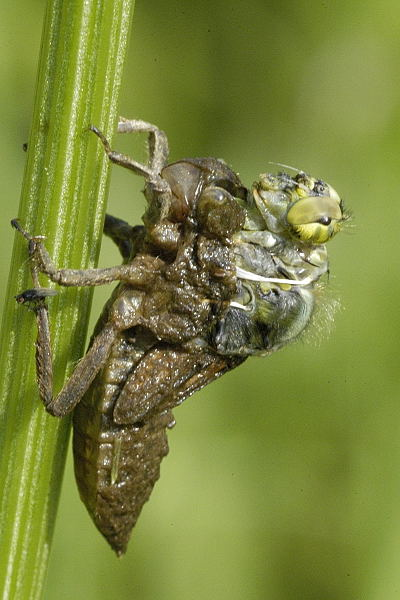
Przeobrażenie